# ريبيل ويلسون
ريبيل ويلسون (بالإنجليزية: Rebel Wilson)‏ هي ممثلة أسترالية بدأت مسيرتها الفنية عام 2002. من أبرز الأعمال التي شاركت فيها «ماذا تتوقع وأنت في انتظار طفل» وفيلم «طبقة الصوت المثالية».

## الأعمال
- ماذا تتوقع وأنت في انتظار طفل (2012)
- طبقة الصوت المثالية (2012)
- غريمسبي (2016)
- هذا ليس رومانسي (2019)
- كيف تكون اعزب

## وصلات خارجية
- ريبيل ويلسون على موقع IMDb (الإنجليزية)
- ريبيل ويلسون على موقع روتن توميتوز (الإنجليزية)
- ريبيل ويلسون على موقع قاعدة بيانات الأفلام العربية
- ريبيل ويلسون على موقع ألو سيني (الفرنسية)
- ريبيل ويلسون على موقع ميوزك برينز (الإنجليزية)
- ريبيل ويلسون على موقع تيرنر كلاسيك موفيز (الإنجليزية)
- ريبيل ويلسون على موقع أول موفي (الإنجليزية)
- ريبيل ويلسون على موقع بوكس أوفيس موجو (الإنجليزية)
- ريبيل ويلسون على موقع قاعدة بيانات الأفلام السويدية (السويدية)
- ريبيل ويلسون على موقع ديسكوغز (الإنجليزية)